# Eurofins Scientific
Die Eurofins Scientific SE mit Sitz in Luxemburg ist eine börsennotierte Gruppe im Bereich Analysenlabore.
Die Gruppe bietet weltweit bioanalytische Dienstleistungen vor allem in den Bereichen Lebens- und Futtermittel, Pharmazeutika und Umwelt an. Eurofins ist in den Segmenten Labortests von Nahrung, Tierfutter, Umweltproben und für Pharma, Biotech,  Agrarwissenschaft, Lebensmittelanalytik und Umweltanalytik tätig.
Eurofins ist in die vier Geschäftsfelder Lebensmittel, Umwelt, Pharma und Produktprüfungen unterteilt und betreibt Laboratorien in rund 170 Standorten weltweit.

## Geschichte
Die Eurofins Scientific wurde 1987 im französischen Nantes gegründet, um die patentierte SNIF-NMR-Technologie zu vermarkten. Mit ihr ließ sich das Panschen von Wein sowie allgemein die Herkunft und Reinheit vieler Getränke und Lebensmittel prüfen. Das FINS im Firmennamen geht auf die französische Abkürzung für das englische Site-specific Natural Isotopic Fractionation zurück.
Mit der Übernahme des Labors Dr. Specht in Hamburg, welches für die Entwicklung der § 64 Methode L 00.00-34 (DFG S-19) verantwortlich war, stieg das Unternehmen in die Pestizidanalytik ein. 2015 investierte das Unternehmen 90 Millionen Euro in die Zentralisierung der Lebensmittelanalytik am Eurofins Campus Hamburg. Am Kompetenzzentrum wird unter anderem die Methodenentwicklung und Validierung für Nachweismethoden von gentechnisch veränderte Organismen (GVO), die Kernresonanz-Spektroskopie (NMR) zur Hochdurchsatzanalytik in Bezug auf die Bestimmung der Authentizität oder Herkunft von Lebensmitteln sowie die Bestimmung der Rest-DNA für EU zulassungspflichtige Lebensmittelenzyme, -zusatzstoffe, Aromen, Nahrungsergänzungsmittel sowie Futtermittelzusätze vorangetrieben.
Im Jahr 2017 expandierte das Unternehmen erstmals in den Bereich Laboratoriumsmedizin mit dem Erwerb von Hygel, einem Anbieter ärztlicher Diagnostikdienstleistungen in Nordrhein-Westfalen.

## Unternehmen

### Börse
Die Aktien des Unternehmens werden seit 1997 an der Pariser Börse gehandelt (seit 2000 Euronext Paris) und sind Bestandteil der Aktienindizes SBF 250, CAC Next 20 und Euronext 100. Die Aktien befinden sich zu 64 % im Streubesitz, zu 36 % in Händen der Familie Martin (2020). 2012 wechselte das Unternehmen die Rechtsform von einer Société anonyme zu einer Societas Europaea und verlegte seinen Sitz von Nantes nach Luxemburg.

### Geschäftsmodell
Die Gruppe bietet weltweit bioanalytische Dienstleistungen vor allem in den Bereichen Lebens- und Futtermittel, Pharmazeutika und Umwelt an. Eurofins ist in den Segmenten Labortests von Nahrung, Tierfutter, Umweltproben und für Pharma, Biotech,  Agrarwissenschaft, Lebensmittelanalytik und Umweltanalytik tätig.
Eurofins wächst vor allem durch Firmenübernahmen kleiner und mittlerer Unternehmen, die sich fachlich spezialisieren oder in größeren regionalen Einheiten zusammengefasst werden. Diese werden durch ausländische Holdings beherrscht, was für den Gesamtkonzern steuerrechtliche Vorteile bringt und betriebsverfassungsrechtlich die Bildung eines Konzernbetriebsrats nicht zwingend vorschreibt. Die Unternehmen arbeiten vergleichsweise dezentral. Die regionalen Geschäftsführer sind ebenfalls weitestgehend autonom.
Das Wachstum der Gruppe durch Zukauf von Laboren wurde durch Aktienemissionen 2016 und 2017, aber auch durch die Aufnahme von Schulden finanziert. Zur Kompensation müssen die Wachstumsraten kontinuierlich hochgehalten werden. Nach einer Übernahme wird zunächst die Finanzbuchhaltung integriert, das Logo geändert, später das LIMS migriert. Im Anschluss versucht Eurofins die Automatisierung voranzutreiben, um Effizienzgewinne zu erreichen.
Nach eigenen Angaben betreibt Eurofins Scientific in 37 Ländern rund 190 Labore mit ca. 43.000 Angestellten. 2019 wurde laut Eurofins Scientific einen Umsatz von 4,5 Mrd. Euro erwirtschaftet.

### Übernahmen (Auswahl)
- MediGenomix, Martinsried – 2001[16]
- GfA, Münster – 2001[11]
- GeneScan Europe, Freiburg – 2003[17]
- Focus Bio-Inova (FBI) in Washington, D.C., USA, und Paris, Frankreich – 2006[18]
- Modulo Uno, Italien – 2008[19]
- ETS, Reichenwalde – 2008[20]
- Institut Dr. Appelt – Laboratorien und Sachverständige, Leipzig (Hauptsitz), Dresden, Zella-Mehlis, Mannheim, Achern und Hilter – 2009[21]
- Labor Dr. Specht, Hamburg – 2009[11]
- Labor Wiertz-Eggert-Jörissen (WEJ), Hamburg – 2009[11]
- MWG-Biotech – 2007 (Outsourcing), 2009 (Delisting)[22]
- Lancaster Laboratories, USA und Irland – 2011[23]
- Entelechon, Bad Abbach – 2013[24][11]
- Milupa Zentrallabor, Central Laboratories Friedrichsdorf (CLF) – 2013[25]
- St. Marien Krankenhaus Lampertheim – 2016[26]
- GATC Biotech – 2017[27]
- Dermatest, Australien – 2017[28]
- Institut Nehring – 2017[29]
- IfB Institut für Blutgruppenforschung, Köln – 2017[30]
- Hygel – Laborbetriebsgesellschaft Dr. Dirkes-Kersting & Dr. Kirchner, Gelsenkirchen – 2017[31]
- EAG Laboratories, USA – 2017;[32] die Übernahme von EAG Laboratories für 780 Millionen Dollar stellte den bis dahin größten Zukauf dar.[33]
- Laboratoire Dermscan ("Dermscan") – 2018[34]
- Phast Gesellschaft für Pharmazeutische Qualitätsstandards – 2018[35]
- Omega Diagnostics, Reinbek – 2019[36]
- Virotech Diagnostics, Rüsselsheim – geplant für das Jahr 2019[37]
- AQM, EMEA und Asien – 2019[38]
- LAB Solution, Italien – 2019[39]

## Engagement
Die Unternehmensgruppe fördert den wissenschaftlichen Nachwuchs durch Betreuung von Doktorarbeiten. Im Weiteren finanziert die Laborgruppe Anreizsysteme für Nachwuchswissenschaftler. Auch Jungforschern bietet es die Möglichkeit, einen Einstieg in die analytische Chemie zu finden. Die Förderung klassischer Disziplinen wie der Lebensmittelchemie bleibt jedoch Hauptfokus des Familienunternehmens. Zudem kann in den Laboren für Lebensmittelanalytik sowie Rückstandsanalytik das praktische Jahr für Lebensmittelchemiker absolviert werden.
Die Eurofins Analytik am Campus Hamburg engagiert sich mit Verbandsarbeit und stellt hierfür zahlreiche ehrenamtliche Vertreter ab. Das Unternehmen selbst wurde mit der Auszeichnung familienfreundliches Unternehmen der Handelskammer Hamburg, der Handwerkskammer und der Stadt Hamburg unterstützt durch die gemeinnützige Hertie-Stiftung ausgezeichnet.
Die Abteilung für Forschung und Entwicklung ist im von der EU-Kommission geförderten OLEUM-Verbundprojekt beteiligt, welches durch die Universität Bologna koordiniert wird. Unterstützt wird das Projekt zur Bekämpfung von unlauterem Wettbewerb bei Olivenöl durch die Chemometriker der Firma Lablicate mit Sitz an der Universität Hamburg, die für das erfolgreiche Open-Source-Projekt OpenChrom verantwortlich sind. Im Weiteren ist das Unternehmen Partner im durch das Bundesministerium für Ernährung und Landwirtschaft geförderten Verbundprojekt FoodAuthent mit dem Ziel Fingerprinting-Verfahren in der Lebensmittelkontrolle zu etablieren.

## Kritik / Vorfälle
2018 wurde der Laborleiter des Eurofins-QC-Labors in Southampton, Pennsylvania, nach einem Audit wegen Fälschung technischer Aufzeichnungen in hunderten Fällen angezeigt. Rohdaten wurden kopiert und manipuliert. Dem Labor wurde die Akkreditierung entzogen und eine Strafe von 600.000 $ verhängt.
Am ersten Juniwochenende 2019 meldete das Unternehmen einen Sicherheitsvorfall mit Erpressungstrojanern und nahm zahlreiche IT-Systeme vom Netz. Das Unternehmen versuchte Systeme aus nicht infizierten Sicherheitskopien wiederherzustellen. In Großbritannien wo Eurofins die forensischen Analysen für die Polizei vornimmt, mussten Gerichtsverhandlungen vertagt werden. Schließlich zahlte Eurofins das Lösegeld an die Erpresser und nahm drei Wochen später den Normalbetrieb wieder auf. Eurofins bietet selbst Dienstleistungen im Bereich der Informationssicherheit an, wurde jedoch von der neuartigen Malware der hoch qualifizierten Täter überrascht. Die Auswirkungen auf die Finanzergebnisse der Gruppe werden als erheblich eingestuft.